# Identité, tradition, souveraineté
Pour les articles homonymes, voir ITS.
Identité, tradition, souveraineté (ITS) est un groupe politique de sensibilité conservatiste, souverainiste et nationaliste ou de droite du Parlement européen, créé le 17 janvier 2007 et dissout le 14 novembre 2007.

## Historique
Les précédentes tentatives de regroupement politique nationaliste au Parlement européen avaient échoué, du fait des deux conditions prévues pour la création d'un groupe d'eurodéputés :
- nombre minimal de vingt députés ;
- venant de cinq pays différents.

L'entrée de la Bulgarie et de la Roumanie au sein de l'Union européenne le 1er janvier 2007 a permis, grâce au renfort des députés de ces pays, la création de ce groupe. Bruno Gollnisch a annoncé le 10 janvier 2007 la constitution du groupe politique, lors d'une conférence de presse à Bruxelles. La reconnaissance officielle du groupe a eu lieu lors de la session plénière du Parlement européen le 15 janvier.
En mars 2007, le député roumain libéral Dumitru Gheorghe Mircea Dumitru Coșea a rejoint l'ITS, et en mai, 2 bulgares sont élus aux européennes (Slavcho Binev et Desislav Chukolov). Le groupe ITS compte alors 23 députés.

### Dissolution
À la suite d'une déclaration d'Alessandra Mussolini qualifiant les Roumains de « délinquants d'habitude », à l'occasion du meurtre d'une femme en Italie par un jeune immigré roumain d'origine rom, une polémique italo-roumaine éclata au sein du groupe ITS. Sous la pression du groupe, l'eurodéputé italienne démissionna, ; un geste qui ne suffira pas à apaiser les eurodéputés Roumains, dont les membres du Parti de la Grande Roumanie et son président Corneliu Vadim Tudor, démissionnèrent à leur tour, estimant que les propos d'Alessandra Mussolini relevaient « de la xénophobie, de l’intolérance et du racisme de type fasciste ».
Finalement, la brouille italo-roumaine n'est peut-être qu'un casus belli qui tombe à pic. En effet, une nouvelle élection européenne débutait en Roumanie, et le ralliement du PGR à ITS n'était pas bien perçu par l'opinion locale. De plus, Tudor pointe le manque de moralité du groupe, dont Ashley Mote accusé de fraude. Ainsi, le groupe, passant sous la barre des 20 députés nécessaires, a été annoncé comme dissous par le président du Parlement européen le 14 novembre 2007 sous une salve d'applaudissements de l'assemblée. Les eurodéputés de l'ex-groupe siègent dorénavant en tant que non-inscrits au Parlement européen.

## Principes constitutifs du groupe
Le groupe ITS est constitué sur les principes suivants :
- Reconnaissance des intérêts nationaux, des souverainetés, des identités et des différences ;
- Engagement en faveur des valeurs chrétiennes, de l'héritage, de la culture et des traditions de la civilisation européenne ;
- Engagement en faveur de la famille traditionnelle en tant que trait d'union naturel de la société ;
- Engagement en faveur des libertés et des droits hérités par tous ;
- Engagement en faveur du respect de l'État de droit ;
- Opposition à une Europe unitaire, bureaucratique et à un super État européen ;
- Engagement en faveur de l'établissement de la responsabilité directe des gouvernants envers le peuple et de la transparence dans la gestion des fonds publics.

## Composition du groupe avant sa dissolution
À la création de ce nouveau groupe parlementaire, l'extrême droite française est en tête de l'Europe nationaliste. La majeure partie du groupe est composée d'élus du Front national (parti politique français), certains des autres membres sont issus de partis membres d'Euronat, lequel est un groupement informel de partis d'extrême droite.
| Pays        | Parti(s) national(aux)                                                  | Nbre de députés | Membres |
| France      | Front national                                                          | 7               | Bruno Gollnisch, Carl Lang, Jean-Marie Le Pen, Marine Le Pen, Fernand Le Rachinel, Jean-Claude Martinez, Lydia Schénardi |
| Roumanie    | Parti de la Grande Roumanie                                             | 6               | Daniela Buruiană, Eugen Mihăescu, Viorica Moisuc, Petre Popeangă, Cristian Stănescu, Dumitru Coșea                       |
| Belgique    | Vlaams Belang                                                           | 3               | Philip Claeys, Koenraad Dillen, Frank Vanhecke                                                                           |
| Italie      | Alternative sociale, Mouvement social - Flamme tricolore                | 2               | Alessandra Mussolini (AS), Luca Romagnoli (FT)                                                                           |
| Autriche    | Parti de la liberté d'Autriche                                          | 1               | Andreas Mölzer |
| Bulgarie    | Union nationale Attaque                                                 | 3               | Dimitar Stoyanov, Slavi Binev, Desislav Chukolov                                                                         |
| Royaume-Uni | Indépendant (ancien membre du Parti pour l'indépendance du Royaume-Uni) | 1               | Ashley Mote |

## Membres du bureau en 2007
- Président du groupe : Bruno Gollnisch, du Front national.
- Vice-Président : Philip Claeys, Belgique
- Vice-Président : Eugen Mihăescu, Roumanie
- Vice-Président : Ashley Mote, Royaume-Uni
- Trésorier : Petre Popeangă, Roumanie
- Andreas Mölzer, Autriche
- Dimitar Stoyanov, Bulgarie
- Alessandra Mussolini, Italie
- Luca Romagnoli, Italie